# 캐스린 벡
캐스린 벡(Kathryn Beck, 1986년 3월 1일 ~ )은 오스트레일리아의 배우이다.

## 출연 작품
- 매들리 (2016)
- 트위스티드 (2014)
- 디즈 파이널 아워스 (2013)
- 안나, 평양에서 영화를 배우다 (2013)
- 러브 언타이틀드 (2012)
- 낫 수터블 포 칠드런 (2012)
- 콜리전 (2011)
- 시티 온 파이어 (2008, Scorched)